# .38-55 Winchester
El .38-55 Winchester (en realidad de calibre .3775"), también conocido como .38-55 WCF o .38-55 Ballard,  se basó en un cartucho anterior llamado .38-50 Ballard Everlasting que fue introducido en 1876 por Ballard Rifle &amp; Cartridge Company, y que fue utilizado por Marlin Firearms desde 1876 en adelante para recamarar varios rifles monotiro y para su rifle de palanca de 1893. Posteriormente fue ofrecido por Winchester en su Modelo 1894 . Winchester continuó usando la bala en varios rifles hasta aproximadamente 1940. Posteriormente lo utilizó en algunas ediciones conmemorativas de rifles desde entonces. Además, Marlin lo ofrecía en algunos rifles palanqueros Modelo 336, y se utilizaba en rifles sin palanca como el Remington-Lee de cerrojo.   El .38-55 Winchester también es el estuche principal para los cartuchos .30-30 Winchester, .32 Winchester Special y .375 Winchester . 
Una versión modernizada del cartucho, que debutó en 1978 es el .375 Winchester, diseñado con para soportar presiones más altas y para ser utilizado únicamente en armas de fuego modernas. No es seguro disparar municiones .375 Winchester de fábrica en rifles con recámara de .38-55, especialmente en los modelos más antiguos. El latón es muy similar (acortado en aproximadamente 1 mm (.0394 pulgadas)), pero el uso de cargas modernas de .375 de mayor presión en un rifle más antiguo podría causar lesiones graves al tirador. 
El .38-55 se utiliza para cazar osos negros y cérvidos medianos a distancias moderadas. 